# You Live Only Once
You Only Live Once er et hiphop/rap-album udgivet af undergrundsrapperen Kyle Spratt i 2007.